# Wilhelm Rahn (Politiker, 1900)
Wilhelm Rahn (* 15. Juli 1900 in München; † 16. September 1960) war ein deutscher Politiker (BP, CSU).

## Leben
Rahn besuchte die Volksschule und absolvierte anschließend eine kaufmännische Lehre. Danach arbeitete er als Bankbeamter und trat 1926 in den öffentlichen Dienst ein. 
Nach dem Zweiten Weltkrieg wurde er für die Bayernpartei (BP) Mitglied des Nürnberger Stadtrates. Am 14. Januar 1950 zog er als Nachfolgekandidat für den verstorbenen Abgeordneten Franz Ziegler über die Landesliste der Bayernpartei in den Deutschen Bundestag ein. Schon wenige Monate später, am 8. September 1950, verließ er die Fraktion der Bayernpartei und schloss sich am 17. Oktober der Fraktion der Wirtschaftlichen Aufbau-Vereinigung (WAV) als Gast an. Im Jahr 1951 trat er der CSU bei, nachdem er am 14. Februar 1951 bereits Mitglied der CDU/CSU-Fraktion geworden war. Er war als ordentliches Mitglied im Ausschuss für Petitionen, im Ausschuss für Arbeit und im Ausschuss für Fragen der öffentlichen Fürsorge tätig.
Nach 1953 gehörte Rahn dem Bundestag nicht mehr an.